# Żuraw wodny

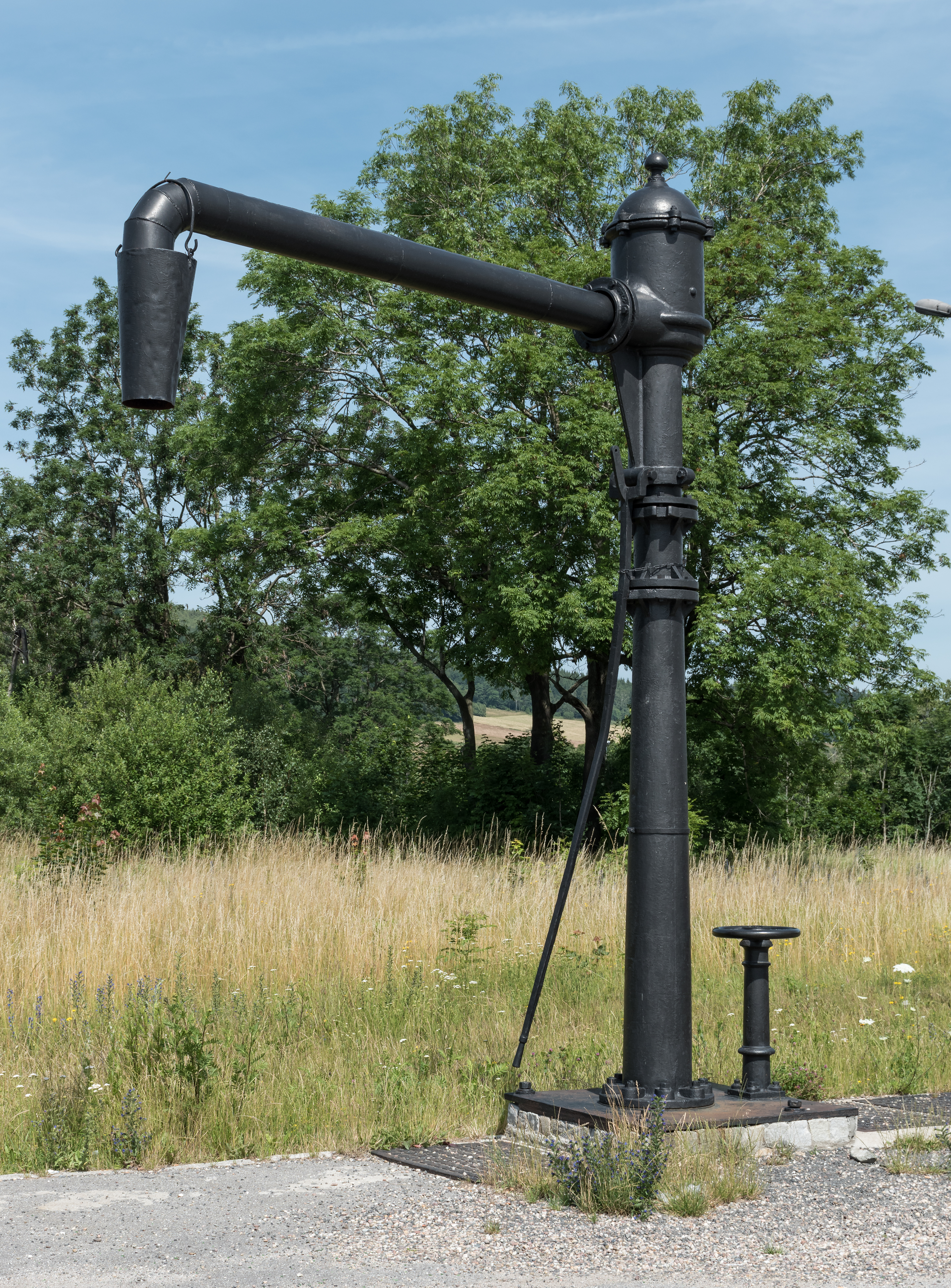
Żuraw wodny na stacji w Stroniu Śląskim

Żuraw wodny (żuraw kolejowy) – urządzenie hydrauliczne służące do nalewania wody do skrzyni wodnej parowozu lub tendra.
Zwykle ma postać żeliwnej kolumny, na której znajduje się obrotowe ramię. Dopływ wody odcinany jest za pomocą zasuwy.
Woda doprowadzana jest zwykle z wieży wodnej.

## Galeria

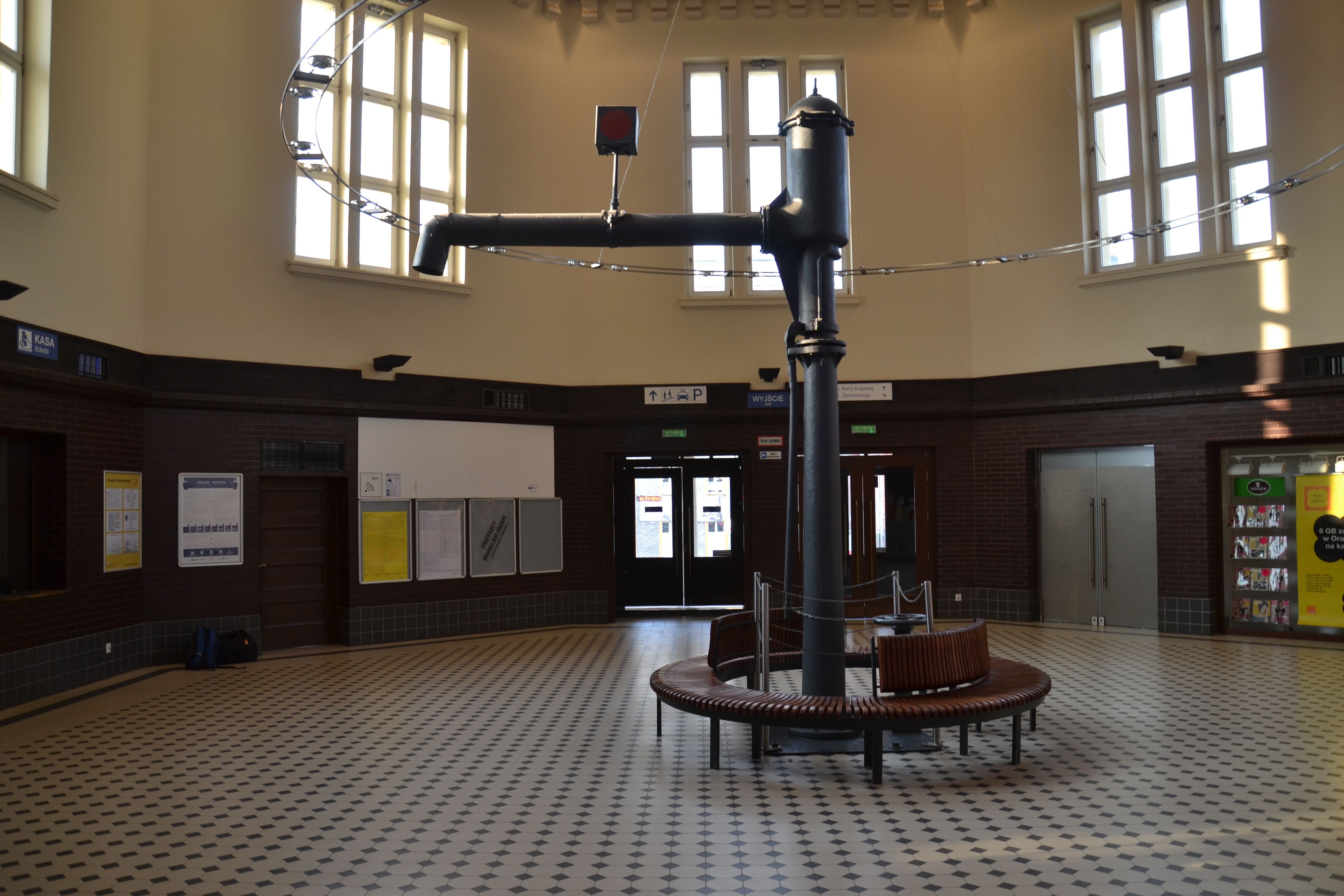
Żuraw wodny umieszczony na dworcu Wałbrzych Miasto
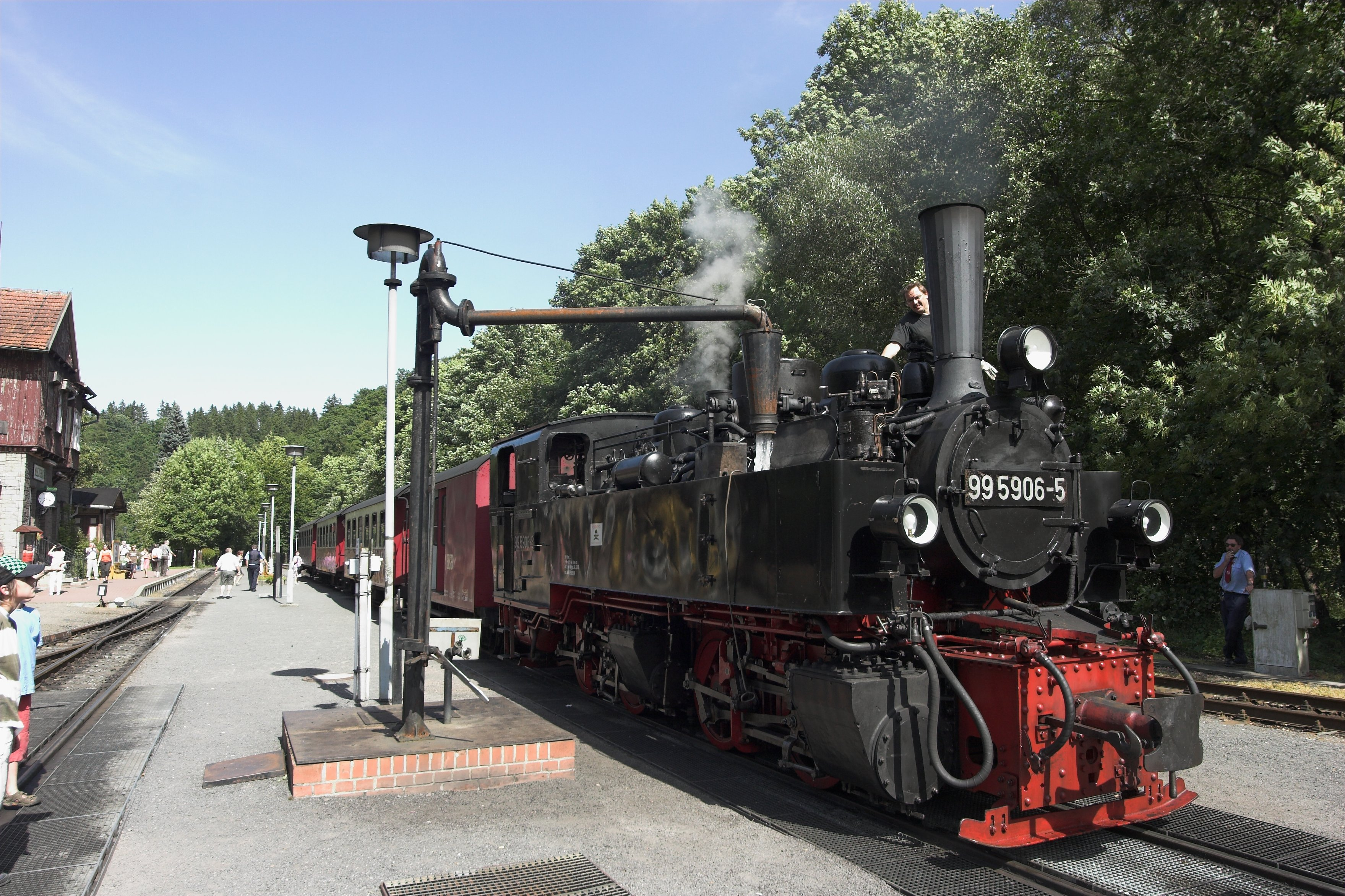
Żuraw podczas nawadniania parowozu
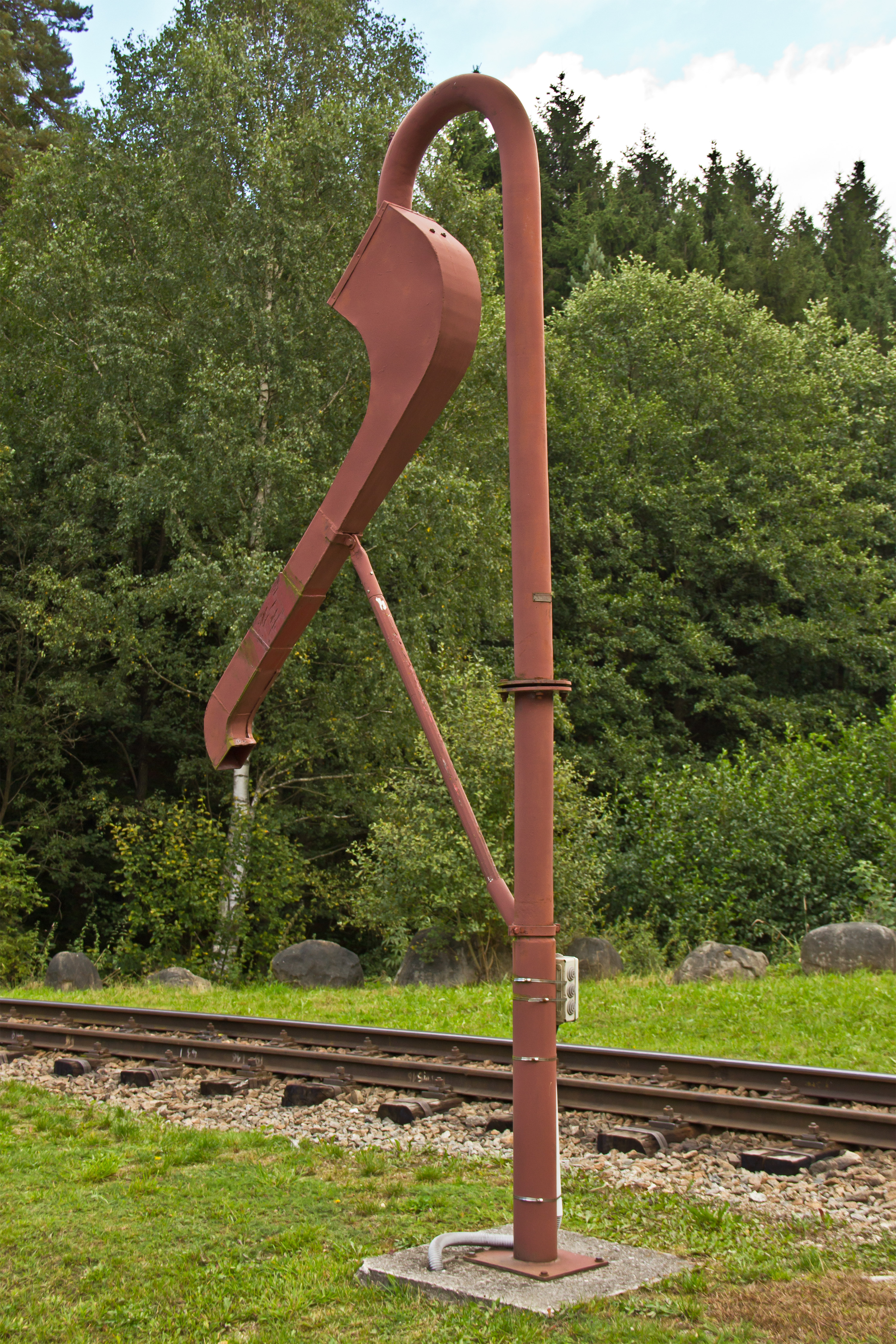
Żuraw wodny w Austrii